# Campionato del mondo di arrampicata su ghiaccio
Il Campionato del mondo di arrampicata su ghiaccio è una competizione internazionale di arrampicata su ghiaccio a cadenza biennale organizzata dall'Union Internationale des Associations d'Alpinisme (UIAA), a partire dalla stagione 2002. Per le prime quattro edizioni, dal 2002 al 2005, si è svolto con cadenza annuale e successivamente ogni due anni. Si disputano due specialità: lead e speed.

## Edizioni
| Ed. | Anno | Luogo                | Data                     | Discipline | Discipline | Note        |
| --- | ---- | -------------------- | ------------------------ | ---------- | ---------- | ----------- |
| Ed. | Anno | Luogo                | Data                     | lead       | speed      | Note        |
| 1   | 2002 | Arzl im Pitztal      | 11 - 12 gennaio          | •          | •          |             |
| 2   | 2003 | Kirov                | 8 - 10 marzo             | •          | •          | [ 1 ]       |
| 3   | 2004 | Saas-Fee             | 22 - 24 gennaio          | •          | •          | [ 2 ]       |
| 4   | 2005 | Saas-Fee             | 21 - 22 gennaio          | •          | •          | [ 3 ]       |
| 5   | 2007 | Saas-Fee             | 1º - 3 febbraio          | •          |            |             |
| 5   | 2007 | Bușteni              | 11 febbraio              |            | •          |             |
| 6   | 2009 | Saas-Fee             | 22 - 24 gennaio          | •          | •          | [ 4 ]       |
| 7   | 2011 | Saas-Fee             | 5 - 6 febbraio           | •          |            | [ 5 ] [ 6 ] |
| 7   | 2011 | Kirov                |                          |            | •          |             |
| 8   | 2013 | Cheongsong           | 12 - 13 gennaio          | •          |            | [ 7 ] [ 8 ] |
| 8   | 2013 | Kirov                | 8 - 10 marzo             |            | •          |             |
| 9   | 2015 | Corvara              | 30 gennaio - 1º febbraio | •          |            | [ 9 ]       |
| 9   | 2015 | Kirov                | 6 - 8 marzo              |            | •          |             |
| 10  | 2017 | Champagny-en-Vanoise | 4 - 5 febbraio           | •          | •          |             |

## Medaglie uomini

### Lead
| Anno | Oro                  | Argento              | Bronzo               |
| ---- | -------------------- | -------------------- | -------------------- |
| 2002 | Evgeny Kryvosheytsev | Stephane Husson      | Thomas Steinbrugger  |
| 2003 | Evgeny Kryvosheytsev | Oleg Tchereshnev     | Harald Berger        |
| 2004 | Harald Berger        | Evgeny Kriovsheitsev | Samuel Anthamatten   |
| 2005 | Harald Berger        | Simon Anthamatten    | Albert Leichtfried   |
| 2007 | Evgeny Kryvosheytsev | Alexey Tomilov       | Simon Wandeler       |
| 2009 | Markus Bendler       | Herbert Klammer      | Maxim Tomilov        |
| 2011 | Hee Yong Park        | Markus Bendler       | Yevgen Kryvosheytsev |
| 2013 | Alexey Tomilov       | Valentyn Sypavin     | HeeYong Park         |
| 2015 | Maxim Tomilov        | HeeYong Park         | Alexey Tomilov       |

### Speed
| Anno | Oro                  | Argento              | Bronzo           |
| ---- | -------------------- | -------------------- | ---------------- |
| 2002 | Alexandre Mateev     | Evgeny Krivosheitsev | Urs Odermatt     |
| 2003 | Aleksander Matveev   | Evgeny Krivosheitsev | ?                |
| 2004 | Alexandre Matveev    | Nikolai Chved        | Igor Fayzullin   |
| 2005 | Evgeny Kryvosheytsev | Igor Fayzullin       | Chved Nikolai    |
| 2007 | Andrey Belkov        | Alexander Matveev    | Urs Odermatt     |
| 2009 | Pavel Gulyaev        | Pavel Batushev       | Tihomir Dimitrov |
| 2011 | Pavel Gulyaev        | Ivan Spitsyn         | Pavel Batushev   |
| 2013 | Egor Trapeznikov     | Radomir Proshchenko  | Ivan Spitsyn     |

## Medaglie donne

### Lead
| Anno | Oro             | Argento           | Bronzo            |
| ---- | --------------- | ----------------- | ----------------- |
| 2002 | Ines Papert     | Anna Torretta     | Abby Watkins      |
| 2003 | Ines Papert     | Marina Rashitova  | Marina Maslova    |
| 2004 | Ines Papert     | Natalia Koulikova | Kirsten Buchmann  |
| 2005 | Petra Muller    | Ines Papert       | Stéphanie Maureau |
| 2007 | Jenny Lavarda   | Stéphanie Maureau | Petra Muller      |
| 2009 | Angelika Rainer | Petra Muller      | Maria Tolokonina  |
| 2011 | Angelika Rainer | Wonn Sheon Shin   | Anna Gallyamova   |
| 2013 | Angelika Rainer | Anna Gallyamova   | WoonSeon Shin     |
| 2015 | WoonSeon Shin   | Angelika Rainer   | Petra Klinger     |

### Speed
| Anno | Oro                   | Argento           | Bronzo              |
| ---- | --------------------- | ----------------- | ------------------- |
| 2002 | Ines Papert           | Nadejda Iakimova  | Margarita Kolodkina |
| 2003 | Natalia Koulikova     | Nadejda Iakimova  | ?                   |
| 2004 | Natalia Koulikova     | Maryam Filippova  | Joulia Oleinikova   |
| 2005 | Natalia Koulikova     | Joulia Oleinikova | Anna Torretta       |
| 2007 | Maria Shabalina       | Maryam Filippova  | Maria Muravyeva     |
| 2009 | Maria Tolokonina      | Nadezhda Shubina  | Maryam Filippova    |
| 2011 | Maria Tolokonina      | Maria Krasavina   | Nadezhda Gallyamova |
| 2013 | Ekaterina Feoktistova | Julia Oleynikova  | Maryam Filippova    |